# Acsmithia parvifolia
Acsmithia parvifolia är en tvåhjärtbladig växtart som först beskrevs av Schlechter, och fick sitt nu gällande namn av R.D.Hoogland. Acsmithia parvifolia ingår i släktet Acsmithia och familjen Cunoniaceae. Inga underarter finns listade i Catalogue of Life.